# 浅川伯教
浅川 伯教（あさかわ のりたか、1884年（明治17年）8月4日 - 1964年（昭和39年）1月14日）は、朝鮮古陶磁研究者。山梨県北巨摩郡甲村五丁田（現在の北杜市高根町五町田）出身。浅川巧は弟。

## 活動
山梨県師範学校に学び、県内で小学校教諭となった。甲府キリスト教会での小宮山清三との出会いから朝鮮王朝の美術に憧れ、1913年（大正2年）、韓国併合3年目の朝鮮半島に渡る。当初は朝鮮陶磁の「青磁」に惹かれていたが、偶然目にした日常の器「白磁」に魅了され、柳宗悦（思想家、民藝運動創始者）に紹介。これが朝鮮王朝時代の白磁が日本で注目されるきっかけとなる。
1924年（大正13年）、日本統治下の京城（現ソウル）に、柳宗悦や弟の巧とともに、文化擁護と継承のため「朝鮮民族美術館」を設立。また、朝鮮陶磁の研究のため半島700箇所余の窯跡と日本の窯業を調査し、500年間に及ぶ朝鮮陶磁の歴史をまとめあげた。その方法は、「陶片を読む」という伯教独自の手法だった。陶磁器に対する炯眼から「朝鮮古陶磁の神様」と呼ばれた。調査・研究に対する姿勢はフィールドワークを重視する地道な努力の積み重ねによるものである。
62歳で日本に引き揚げた後は、砥部（愛媛県）での指導・作陶や執筆・講演、山梨県芸術祭審査員など研究者としての一生を貫いた。1964年（昭和39年）、居住していた千葉市で逝去。没後に著書『釜山窯と対州窯』『李朝の陶磁』『浅川伯教 朝鮮古陶磁論集』1-2巻等は、まとめられた。
三・一独立運動（1919年）が始まった翌月、新海竹太郎について夏と冬は彫刻の勉強をしていたので、完全に教職を辞して単身東京に出て新海の内弟子になった。(1922年4月に朝鮮に戻り、陶磁研究に入る）。そして、10月、第2回帝国美術院展覧会で、朝鮮人男性像の彫刻≪木履の人≫が入選する。新聞の入選インタビューに応えて次のように述べている。

## 略歴
- 1906年（明治39年）山梨県師範学校卒。
- 1913年（大正2年）三枝たか代と結婚。朝鮮半島に渡る。
- 1919年（大正8年）朝鮮半島で三・一独立運動が起こり、教職を辞め単身日本に戻る。彫刻家新海竹太郎の内弟子となる。
- 1920年（大正9年）第2回帝国美術院展覧会で彫刻「木履の人」入選。
- 1922年（大正11年）平和博覧会記念美術展で彫刻「平和の人」入選。再び朝鮮半島に戻る。
- 1924年（大正13年）朝鮮民族美術館を京城（現ソウル）景福宮内に設立。
- 1930年（昭和5年）朝鮮陶磁器を調査し「釜山窯と対州窯」にまとめ発表。
- 1946年（昭和21年）自ら集めた朝鮮古陶の陶片30箱、工芸品3000余点、朝鮮民族美術館収集資料を整理して、朝鮮半島の関連機関に収蔵を申し出て納め、日本に帰国
- 1956年（昭和31年）『李朝の陶磁』浅川伯教著　赤星五郎発行者　座右實刊行會
- 1960年（昭和40年）『陶器全集　第17巻　李朝　染付・鉄砂・白磁』編著、平凡社、新版1971年

## 関連施設
- 韓国国立中央博物館 - 朝鮮民族美術館収蔵品などの一部を継承。
- 浅川伯教・巧兄弟資料館 - 浅川兄弟の日記、遺品、陶磁片などを収蔵。郷里の北杜市高根町村山北割の「高根生涯学習センター」内にある[3]。
  - 浅川伯教『朝鮮古陶磁論集』全3巻を発行（2020年完結）

## 文献
- 高崎宗司『朝鮮の土となった日本人 浅川巧の生涯』 草風館、1987年、増補三版2002年
- 『回想の浅川兄弟』 高崎宗司・深沢美恵子・李尚珍編、草風館、2005年
- 李尚珍『浅川伯教・巧兄弟の朝鮮理解に関する研究』（論文）お茶の水女子大学、2007年
- 『浅川伯教の眼＋浅川巧の心』伊藤郁太郎監修、里文出版、2011年

- 『芸術新潮　特集 李朝の美を教えた兄弟』1997年5月号、新潮社
- 『浅川伯教資料展 : 山梨の生んだ李朝陶磁研究の先駆者』山梨県立美術館、1988年
- 『郷土の偉人　小宮山清三』内藤好文、1961年
- 野尻昌康『郷土史にかがやく人々 第7集　小宮山清三』、1981年
- 水尾比呂志『評伝 柳宗悦』 筑摩書房、1992年／ちくま学芸文庫、2004年
- 『評伝 浅川伯教と巧～十四冊の日記帳』 澤谷滋子 作 飛鳥あると 画、2021年